# Туниянц, Яна Артуровна
Яна Артуровна Туниянц (род.29 октября 1972 года) - советская и  казахстанская лучница, Заслуженный мастер спорта Республики Казахстан (1997).

## Биография
Я.А. Туниянц занималась стрельбой из лука в Алма-Ате. 
Уже в 1989 году она выполнила норматив мастера спорта международного класса.
В 1991 году стала чемпионом СССР. Выступая на Гран-При Европы в 1991 году стала победительницей и призёром на нескольких этапах.
На чемпионате мира 1993 года завоевала "бронзу", которая и по сей день является единственной наградой казахстанских лучников в индивидуальном первенстве.
В 1997 году на чемпионате мира на открытом воздухе в составе казахстанской команды завоевала "серебро". За это достижение Яна получила почетное звание заслуженный мастер спорта Республики Казахстан.
В 1996 году была участницей Олимпийских Игр в Атланте, где заняла лишь 58 место. В командном первенстве сборная Казахстана оказалась восьмой.
На Азиаде 1998 года в Бангкоке в составе команды завоевала "бронзу".
По окончании карьеры живёт в Алматы.